# Pianificazione
La pianificazione è il processo di riflessione sulle attività necessarie per raggiungere un obiettivo desiderato. È la prima e più importante attività per ottenere i risultati desiderati. Implica la creazione e il mantenimento di un piano, come gli aspetti psicologici che richiedono abilità concettuali, come l'uso della logica e dell'immaginazione per visualizzare non solo un risultato finale desiderato, ma i passaggi necessari per ottenere quel risultato. In quanto tale, la pianificazione è una proprietà fondamentale del comportamento intelligente. È un termine usato per prevedere in linea di massima quando compiere un'attività o una serie di attività. Un ulteriore significato importante, spesso chiamato semplicemente "pianificazione", è il contesto giuridico degli sviluppi edilizi consentiti. 

## Pianificazione della gestione familiare
In questo ambito non c'è da confondersi con il concetto di "programmazione"
- Pianificazione: si pianifica di fare le vacanze verso la fine di luglio, magari fino a ferragosto, pensando di potersi recare al mare con la famiglia
- Programmazione: si programma di partire per le vacanze il 27 luglio, partendo dall'aeroporto di Linate prendendo il volo XY che parte per Alghero alle ore 18.15 ...ecc.

## Pianificazione della gestione industriale
Normalmente si pianificano attività a medio termine, come gli arrivi delle materie prime, la partenza orientativa di grosse commesse, l'immissione sul mercato di un certo prodotto.

### Schedulazione
Aumentando il dettaglio delle informazioni necessarie alla produzione, si possono programmare attività produttive quando si è prossimi alla partenza delle lavorazioni oppure alle conferme di ordini precedentemente pianificati. Si può parlare di schedulazione. Si intende per schedulazione l'insieme delle seguenti informazioni:
- che cosa fare
- come farlo
- dove farlo
- quando farlo
- in che sequenza farlo

Schedulazione e programmazione esecutiva sono praticamente sinonimi (programmare con estremo dettaglio il brevissimo termine: 1-3 giorni), sebbene la prima sia di tipo backoffice, l'altra è svolta nell'ambiente di produzione.
La schedulazione è l'attività principale che un ufficio della programmazione deve compiere. Di solito è riesaminata giornalmente, con riallineamenti di frequenza dipendente dal numero di commesse contemporaneamente presenti e dalla variabilità dei componenti delle distinte base.
La schedulazione può essere fatta a mano, con comuni programmi di calcolo, oppure, nei casi di grossi volumi e numerose tipologie di prodotti, con appositi sistemi ERP di gestione e controllo.
Le basi metodologiche della programmazione operativa si inquadrano nella teoria della schedulazione la quale a sua volta rientra nel più vasto ambito della ricerca operativa.